# SN 2008af
SN 2008af – supernowa typu Ia odkryta 9 lutego 2008 roku w galaktyce UGC 9640. W momencie odkrycia miała maksymalną jasność 17,10m.